# キリノ駅
キリノ駅（キリノえき、英語 : Quirino LRT Station）またはキリノ・アヴェニュー駅（キリノアヴェニューえき、英語 : Quirino Avenue LRT Station）は、マニラ市に中心地区の一つであるマラテ地区にあるマニラ・ライトレール・トランジット・システム (Manila LRT)  LRT-1線（グリーンライン）の駅であり、タフト通り(Taft Avenue)とキリノ通り(Quirino Avenue)の交差点上にある。

## 駅構造
相対式ホーム2面2線を有する高架駅である。

## 駅周辺
- サン・アンドレス・マーケット (San Andres Market)
- マニラ動物園
- マラテ病院
- マラテ教会